# Пиццул, Бруно
Бруно Пиццул (итал. Bruno Pizzul; 8 марта 1938, Удине — 5 марта 2025, Гориция, Фриули-Венеция-Джулия) — итальянский журналист и спортивный комментатор, в прошлом профессиональный футболист. С 1986 по 2002 годы был бессменным комментатором матчей сборной Италии. Командор ордена «За заслуги перед Итальянской Республикой» (2022).

## Игровая карьера
Уроженец города Удине, Пиццул занимался с детства футболом: он рассказывал, что приходский священник и будущий архиепископ Гориции дон Рино Коччолин даже раздобыл мяч, который Пиццул гонял с другими ребятами. Начинал свою карьеру в любительском клубе «Кормонезе» из города Кормонс в провинции Гориция. После окончания школы Пиццул поступил в университет, получил диплом в области юриспруденции, некоторое время преподавал литературу в средних школах Сан-Лоренцо-Изонтино.
Пиццул выступал с конца 1950-х по начало 1960-х годов на позиции полузащитника за клубы «Про Гориция», «Катания», «Искья» и «Кремонезе». Игровую карьеру завершил вследствие травмы колена.

## Футбольный комментатор
В 1969 году Пиццул выиграл конкурс юных спортивных комментаторов в регионе Фриули-Венеция-Джулия. С этого момента он начал сотрудничество с телерадиокомпанией RAI, комментируя футбольные матчи. Первым его матчем стал матч Кубка Италии между «Ювентусом» и «Болоньей», состоявшийся 8 апреля 1970 года: из-за опоздания на работу он начал комментировать матч с 16-й минуты, однако его спасло то, что трансляция выходила с задержкой, и он смог позже повторно прокомментировать встречу. Первым международным матчем для него стал финал чемпионата Европы 1972 года между СССР и ФРГ.
Пиццул был комментатором ряда финальных матчей еврокубков с участием итальянских клубов: 16 мая 1973 года он комментировал финал Кубка кубков, в котором в Салониках «Милан» взял верх над «Лидс Юнайтед», а в 1999 году комментировал два финала — финал Кубка кубков, когда «Лацио» победил «Мальорку» в Бирмингеме, и финал Кубка УЕФА, в котором «Парма» одержала победу в Москве над «Марселем». При этом 29 мая 1985 года Пиццул комментировал финальный матч Кубка европейских чемпионов «Ювентус» — «Ливерпуль», перед началом которого прогремела трагедия: из-за обрушения трибун погибло 39 болельщиков. В том матче «Ювентус» победил 1:0, и позже сообщалось, что Пиццул в прямом эфире назвал победу итальянцев «блестящим днём итальянского футбола». Итальянский депутат Винченцо Ла Русса осудил Пиццула за эти слова в контексте прогремевшей трагедии, назвав его «имбецилом, за которого стыдно». На следующий день Пиццул заявил, что не произносил подобную фразу и был в курсе случившейся трагедии, а также комментировал матч на протяжении полутора часов «со слезами на глазах».
Пиццул освещал ведущие клубные матчи чемпионата Италии европейских клубных турниров для программы La Domenica Sportiva летом 1975 года и в сезоне 1993/1994 (с соведущими Симоной Вентурой и Амедео Гориа), был ведущим программ Sport Sera и Domenica Sprint с 1976 по 1990 годы, а также отвечал за рубрику просмотра замедленных повторов в программе 90º minuto с Фабрицио Маффеем. Начиная с чемпионата мира 1986 года, Пиццул был официальным комментатором всех матчей сборной Италии, сменив на этом посту Нандо Мартеллини: плохо чувствовавший себя на матчах в высокогорье Мартеллини уступил место Пиццулу. При этом Пиццул прежде уже комментировал несколько матчей сборной Италии.
21 августа 2002 года Пиццул прокомментировал свой последний матч сборной Италии на RAI, в котором Италия проиграла Словении со счётом 0:1 в Триесте. Всего он отработал на пяти чемпионатах мира и четырёх чемпионатах Европы, а также на всех квалификационных матчах к чемпионатам мира и Европы.
С 1993 по 2002 и в 2014 году Пиццул (за исключением 1996 года) комментировал благотворительный матч Partita del cuore, проводимый между командой итальянских артистов «Cantanti» с разными командами знаменитостей. В сезоне 2003/2004 вместе с Луиджи Коломбо занимался организацией трансляции матчей Серии A на платформе Gioco Calcio, однако она вскоре закрылась. В январе 2005 года стал на четыре сезона комментатором матчей в телевизионной сети Cartapiù. Позже он прокомментировал первый матч итальянского футбола в сети цифрового наземного вещания между «Болоньей» и «Кальяри» (1:0).
В 2007 году Пиццул прокомментировал для телеканала La 7 все матчи сборной Италии на чемпионате мира 2006 года (повторил это в 2010 году в канун чемпионата мира в ЮАР и в 2016 году по случаю 10-летия чемпионства), а также несколько матчей Кубка Италии 2007/2008. 2 августа 2012 года он комментировал матч 3-го квалификационного тура Лиги Европы между сплитским «Хайдуком» и «Интером». С января по февраль 2012 года работал в программе Quelli che il calcio, в которой уже трудился в сезоне 2001/2002 с Массимо Капути. В 2014 году выходил в эфир по утрам с Марко Францелли на телеканале Rai News 24, а в 11 часов выходил в эфир Radio Monte Carlo с Тео Теоколи. В 2015 году вернулся в программу La Domenica Sportiva, а также появился в 31-м выпуске программы Techetechete' в качестве диктора.
В апреле 2022 года пришёл на телеканал DAZN, став соведущим шоу Supertele с Пьерлуиджи Пардо. В рубрике Tutto molto bello комментировал лучшие голы каждого тура чемпионата Италии.

## Вне футбола
Помимо футбола, Пиццул комментировал матчи по боксу, настольному теннису, бочче, велогонкам, парусному спорту и скачкам, а с 1971 по 1976 годы был постоянным комментатором соревнований по гребле.
31 декабря 1999 года был среди ведущих шоу Millenium на телеканале Rai 1 — международной версии шоу «2000 Today», приуроченного к началу третьего тысячелетия.

## Роли в кино
- В комедии 1974 года «Футбольный судья[итал.]» Пиццул сыграл самого себя — комментатора матча[23].
- Записи его голоса звучат в заключительных сценах комедии «Возвращение Фантоцци» 1996 года.
- В 2004 году в комедии «Двадцать три[итал.]» был рассказчиком в роли Святого Януария[24].
- Снялся в 2011 году в одной из частей комедии «Блокбастер[англ.]».

## Личная жизнь
Супруга — Мария, дети — Фабио, Сильвия, Карла. У него было 11 внуков. Фабио — преподаватель журналистики в магистратуре Католического университета в Милане, экс-советник региона Ломбардия. Сильвия — учительница математики и естественных наук в Милане. Карла — социальный работник. По вероисповеданию Пиццул был римо-католиком, в жизни болел за «Торино». Он не был фанатом высоких технологий: когда он приехал в США и получил в подарок мобильный телефон, то выбросил его в реку Гудзон. У него не было водительских прав, поэтому он часто ездил на велосипеде
Скончался 5 марта 2025 года за три дня до своего 87-летия: две недели тому назад Пиццул был госпитализирован в больницу. Через два дня в церкви Святого Адальберта в Кормонсе состоялась поминальная служба. Пиццул был похоронен на местном кладбище.

## Награды
- Командор ордена «За заслуги перед Итальянской Республикой»[34]
- Лауреат Национальной премии имени Андреа Фортунато[итал.]: 2009 (как лучший журналист)

## Память
Этап гонки Джиро д’Италия 2025 во Фриули было решено назвать именем Бруно Пиццула.
Футбольный клуб «Милан» опубликовал в соцсетях видеофрагменты финала Лиги чемпионов 1994 года, когда «Милан» одержал в Афинах разгромную победу над «Барселоной» 4:0. Клуб опубликовал видео лучших моментов встречи, которую в прямом эфире комментировал Пиццул. При этом ни один футбольный матч Серии A так и не начался с минуты молчания в память о комментаторе.